# Hirondelle de Tahiti
Hirundo tahitica
Espèce
Statut de conservation UICN

 LC  : Préoccupation mineure
L'Hirondelle de Tahiti (Hirundo tahitica Gmelin, 1789) est une espèce de passereaux appartenant à la famille des Hirundinidae.

## Répartition
Cet oiseau est répandue du sud de l'Inde au Pacifique.